# Muhammadsharif Soʻfizoda
Muhammadsharif Soʻfizoda (kyrillisch Муҳаммадшариф Сўфизода; russisch Мухаммадшариф Суфизаде Muchammadscharif Sufisade; * 1869 in Chust, heute Usbekistan; † 1937) war ein usbekischer Dichter und Erzieher aus der Zeit des Dschadidismus. Er war ein Schüler des Saidahmad Siddiqiy.
Von 1893 bis 1898 war Muhammadsharif Soʻfizoda im Dichterkreis Muqimiys tätig; 1902 ging er nach Istanbul, wo er drei Jahre lang als Imam in verschiedenen Sufi-Logen diente. 1905 trat er in ein Lehrer-College ein, beendete seinen Kurs jedoch nicht und kehrte 1906 nach Zentralasien zurück. Während der folgenden Jahre lehrte er an verschiedenen Schulen der neuen Methode in Turkestan und eröffnete schließlich im Jahr 1913 seine eigene Schule in Chust. Er stieß auf Widerstand von Nachbarn und musste die Stadt verlassen, worauf er sich nach Afghanistan begab. 1919, als die Regierung des nun sowjetischen Turkestan eine diplomatische Mission nach Afghanistan aussandte, arbeitete Soʻfizoda für sie als Übersetzer und kehrte anschließend zurück in seine Heimat.
1937 war Soʻfizoda Präsidiumsmitglied des usbekischen Schriftstellerverbandes. Er verschwand noch im selben Jahr infolge einer Denunzierungskampagne. In seiner Geburtsstadt Chust erinnern ein Denkmal und ein Museum an sein Wirken.